# Ma main à couper
Ma main à couper est une nouvelle fantastique de Pierre Bordage initialement écrite lors de la « Semaine de l'écriture » de Rezé de 1999 et parue en 2001 chez L'Atalante.